# إيرا بيركوفيتس
إيرا بيركوفيتس (بالإنجليزية: Ira Berkowitz)‏ (8 أكتوبر 1939)؛ روائي أمريكي.